# XVIIe législature du royaume d'Italie

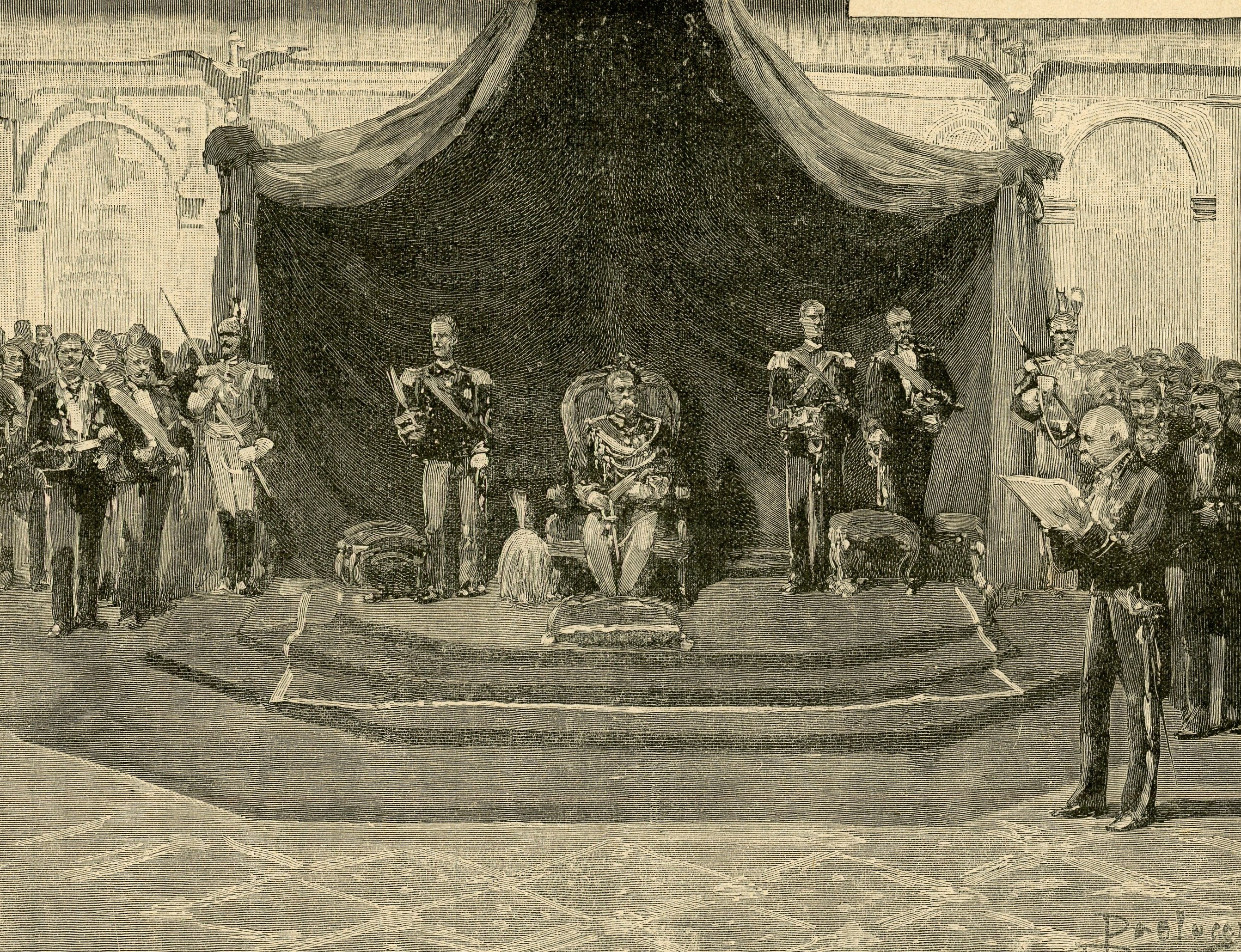
Illustration qui représente l’inauguration de la législature du royaume d’Italie en XVIIe siècle, par Paolucci en 1890

La XVIIe législature du royaume d'Italie (en italien : La XVII Legislatura del Regno d'Italia) est la législature du royaume d'Italie qui a été ouverte le 10 décembre 1890 et qui s'est fermée le 27 septembre 1892. 

## Gouvernements
- Gouvernement Crispi II
  - Du 9 mars 1889 au 6 février 1891
  - Président du conseil des ministres : Francesco Crispi (Gauche historique)
- Gouvernement di Rudinì I
  - Du 6 février 1891 au 15 mai 1892
  - Président du conseil des ministres : Antonio Starabba (Droite historique)

## Président de la chambre des députés
- Giuseppe Biancheri
  - Du 10 décembre 1890 au 27 septembre 1892

## Président du sénat
- Domenico Farini
  - Du 10 décembre 1890 au 27 septembre 1892